# Tremellodendron ocreatum
Tremellodendron ocreatum är en svampart som först beskrevs av Miles Joseph Berkeley, och fick sitt nu gällande namn av P. Roberts 2004. Tremellodendron ocreatum ingår i släktet Tremellodendron och familjen Sebacinaceae.   Inga underarter finns listade i Catalogue of Life.